# Estação Oberkampf
Oberkampf é uma estação das linhas 5 e 9 do Metrô de Paris, localizada no 11.º arrondissement de Paris.

## Estação
As estações das duas linhas estão situadas sob o boulevard Voltaire, entre a rue Jean-Pierre-Timbaud e a rue Oberkampf.

## História
Ela deve o seu nome à rue Oberkampf que ele serve e cujo nome é devido a Christophe-Philippe Oberkampf (1738-1815), nascido na Alemanha de uma família de tintureiros. Ele foi famoso ao fundar em 1759 a primeira manufatura de tecidos impressos com placas de cobre gravadas. Esta manufatura foi fundada em Jouy-en-Josas (hoje em Yvelines) perto de Versalhes, o que explica o nome de toile de Jouy. Muitas pinturas desse manufatura estão expostas no museu de Jouy-en-Josas.
As plataformas da linha 5 foram renovadas pela primeira vez depois de 1969, adotando o estilo "Mouton-Duvernet" de vários tons de laranja, perfurando radicalmente com o branco dominante da origem do metrô. Elas foram renovadas uma segunda vez em 2008 no âmbito do programa "Renovação do metrô" e perdeu sua decoração de estilo "Mouton" e suas telhas laranjas.
Em 2011, 4 198 870 passageiros entraram nesta estação. Ela viu entrar 4 167 444 passageiros em 2013 o que a coloca na 117ª posição das estações de metrô por sua frequência.

## Serviços aos Passageiros

### Acessos

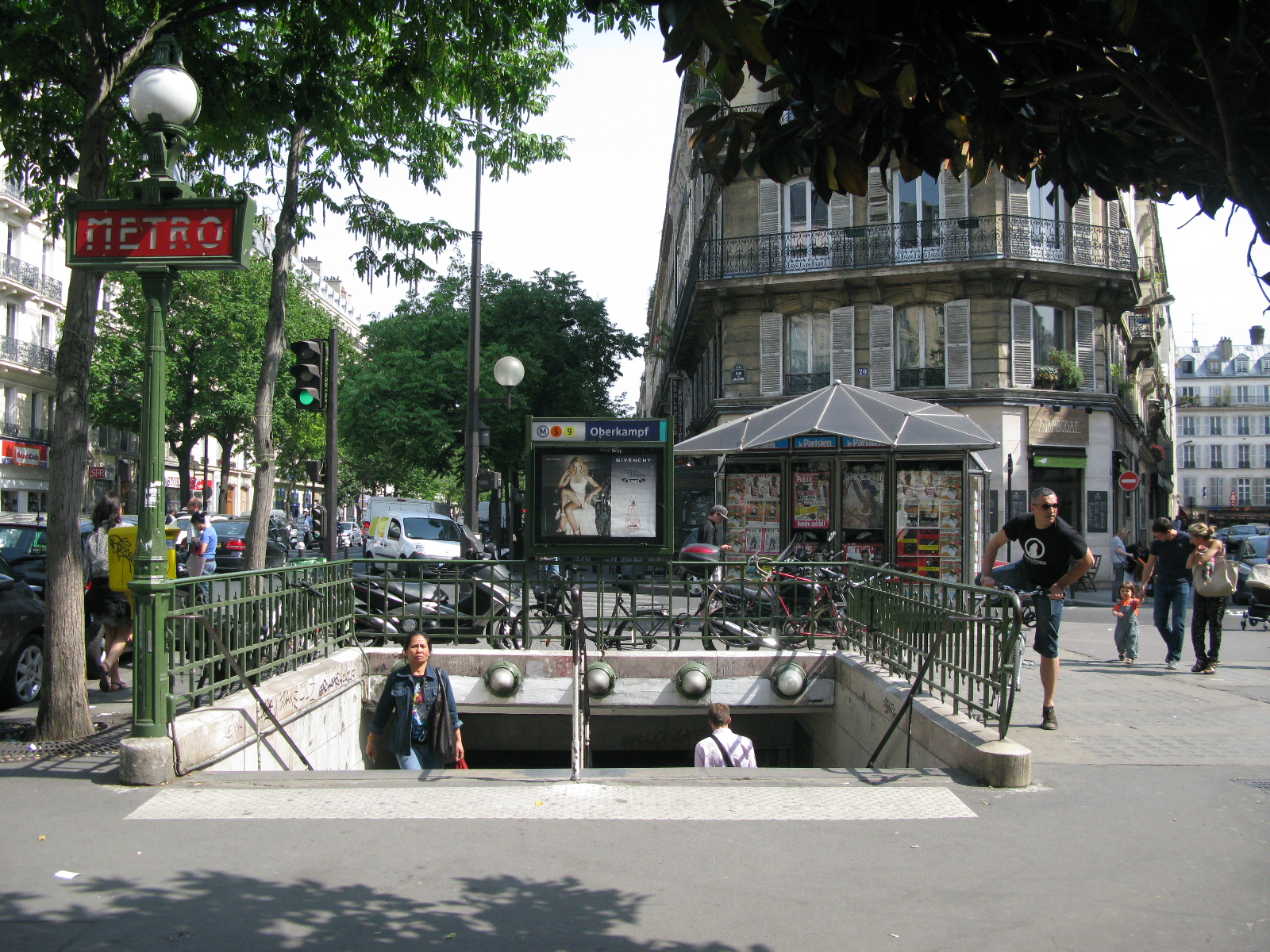
A entrada principal da estação.

A estação tem quatro acessos: um localizado no n° 20 da rue de Crussol e os outros três nos números 18, 19 e 43 do boulevard Voltaire.

### Plataformas
As plataformas das duas linhas são de configuração padrão: elas são plataformas laterais separadas pelas vias do metrô situadas ao centro e a abóbada é elíptica. As da linha 5 são decoradas no estilo usado pela maioria das estações de metrô: a faixa de iluminação é branca e arredondada no estilo "Gaudin" da renovação do metrô da década de 2000, e as telhas em cerâmica brancas biseladas recobrem os pés-direitos, os tímpanos e as saídas dos corredores. A abóbada é revestida e pintada em branco. Os quadros publicitários são em cerâmica branca e o nome da estação é na fonte Parisine em placa esmaltada. Os assentos são do estilo "Akiko" de cor amarela.
As plataformas da linha 9 são organizados em um estilo próximo: a faixa de iluminação é a mesma, e as telhas em cerâmica brancas biseladas recobrem os pés-direitos, os tímpanos mas também a abóbada. Por outro lado, os quadros publicitários são em faiança de cor de mel e o nome da estação é também em piso em faiança. Os assentos são do estilo "Motte" de cor laranja.

### Intermodalidade
A estação é servida pelas linhas 56 e 96 da rede de ônibus RATP; e, à noite, pelas linhas N01 (circular interior partindo da Gare de l'Est) e N02 (circular exterior partindo da Gare Montparnasse) da rede de ônibus Noctilien.

## Pontos turísticos
A rue Oberkampf, popular e bem servida, se beneficia de uma animação que agrada os Parisienses. 